# Culinária do Rio Grande do Sul
A culinária do Rio Grande do Sul tem como tradição a carne de charque, o churrasco e as influências sofridas pela Imigração italiana no Brasil e alemã ocorrida durante o século XIX. Da mistura entre a comida indígena, portuguesa e espanhola e do homem do campo surge a chamada cozinha da Campanha e, com características mais urbana, a cozinha da região missioneira. São muito populares pratos como o churrasco, o arroz de carreteiro e o galeto ao Primo Canto, além de receitas mais contemporâneas, como o bauru gaúcho.

## O charque
Antigamente, o atual território do Rio Grande do Sul era habitado pelos índios, os "guaranis", que viviam da caça e da pesca. Ocupavam as margens da lagoa dos Patos, o litoral norte e as bacias dos rios Jacuí e Ibicuí incluindo a região noroeste; os pampeanos, que ocupavam a região sul e sudoeste e os jês, talvez os mais antigos habitantes no lado oriental do rio Uruguai.
Como tentativa de retirar os "indígenas" da mata para poder catequizá-los, os jesuítas introduziram no Estado o gado. Os índios passaram então a tomar conta do rebanho, que era criado solto, e comer sua carne tendo sempre farta comida a sua disposição e em troca aprendiam com os jesuítas a cultura européia e construíam casas, surgiram assim as missões.
Com a entrada dos tropeiros de São Paulo e Minas Gerais no Sul, os índios foram caçados e levados como escravos e os jesuítas voltaram para a Europa. O gado, como era criado solto, continuou a se reproduzir e se espalhar pelo sul do continente, pois não havia um predador para caçá-lo.
Quando os tropeiros voltaram para o Rio Grande do Sul havia milhares desses animais, o gado selvagem. Começaram, então, a matá-los para lhes extrair o couro cru, que era levado e vendido nos outros Estados. Para conservarem a carne que sobrava e a usarem como alimento em suas longas viagens, os tropeiros começaram a conservá-la rolando-a em sal grosso para desidratá-la surgindo assim o charque.

## Churrasco
Em vista do Rio Grande do Sul ter sido a primeira maior área de criação bovina no país, o gado faz parte da vida dos gaúchos desde o início da colonização, em meados do século XVII, e foi natural o processo da carne assada sobre um fogo de chão se tornar o prato tradicional da região. Esta refeição era de fácil preparo, com poucos ingredientes: somente a carne (abundante na região) e sal grosso, que era espetada e pousada sobre a brasa.
Certamente a carne preferida é a bovina, mas o churrasco do gaúcho contemporâneo também inclui o "salsichão" (linguiça toscana na gíria gaúcha), "coraçãozinho" de galinha, e outras carnes de origem suína e ovina.
Outro tipo de churrasco bastante apreciado é o "xixo", que provavelmente tem origem ou inspiração no "shish" ou "sish kebab" árabe. Tradicionalmente, o xixo gaúcho é um assado onde são espetados — em um espeto grande, não em espetinhos — peças de gado, frango e porco intercalados por pedaços de pimentão verde, vermelho ou amarelo, tomate e cebola, também temperados com sal grosso.

## Arroz de carreteiro
Mais um prato derivado da abundância da carne da região, o também chamado arroz-carreteiro ou simplesmente carreteiro é de fácil preparo, composto basicamente do arroz cozido com pedaços de charque picados.

## Colonização alemã

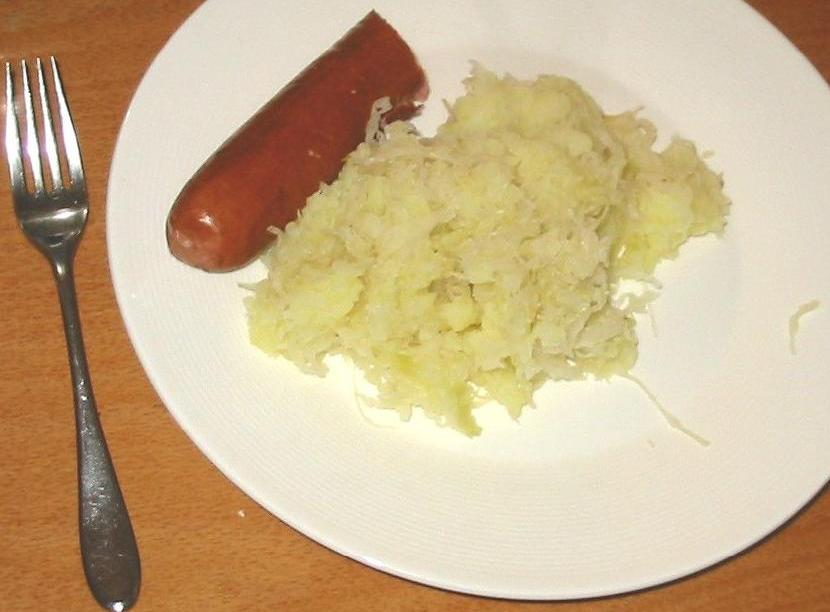
Chucrute (sauerkraut) com salsichas

Imigrantes alemães fixaram-se na Região Sul do Brasil a partir de 1824, instalando-se em pequenas propriedades rurais e diversificando a economia brasileira de então. No começo, os alemães ocuparam a região do Vale do Sinos. Entretanto, após a Guerra dos Farrapos, foram se separando e fundando colônias nas margens de alguns rios. Os colonos passaram a plantar alimentos até então não cultivados no Brasil, como, por exemplo, a batata (o que lhes conferiu o apelido de "alemães batateiros" ou "alemães-batata" pelos brasileiros na época) e a produzir comidas influenciadas por seus costumes.
Eles foram os responsáveis pelo início da produção do queijo colonial, famoso na região da Serra Gaúcha, e da chimia, doce pastoso feito tradicionalmente à base de batata-doce e melaço, além de introduzir comidas típicas de sua cultura, como o Eisbein (joelho de porco cozido), o Apfelstrudel (folheado de maçã), as cucas, o chucrute (Sauerkraut) e os embutidos artesanais (salsichas, linguiças e salames).

## Colonização italiana
Foi a partir de 1875 que chegaram os primeiros grupos de italianos no Rio Grande do Sul, vindos de Piemonte e Lombardia, e depois do Vêneto, que se instalaram na região da Serra Gaúcha, mais precisamente na região hoje pertencente ao município de Farroupilha. 
Introduziram na culinária gaúcha pratos derivados de sua cultura, como as polentas, massas como os tortéis com recheio de moranga e o Galeto ao Primo Canto, além do consumo de frango (talvez derivado das "passarinhadas"). A introdução do cultivo de vinho na região tornou a vinicultura a principal economia dos colonos italianos e posteriormente muito importante do Rio Grande do Sul, também influenciando a culinária gaúcha em pratos como o Sagu.

## Outros exemplos
- Chimarrão
- Mandolate
- Queijo colonial
- Tainha na taquara
- Chatasca
- Vinho